# Гребля Ваді-Шарія
Гребля Ваді-Шарія (Wadi Shariya) — інженерна споруда на півночі Оману.
У другій половині 20 століття зростання населення Оману та розширення поливного землеробства почало призводити до виснаження водоносних горизонтів, що на тлі пустельного клімату були головним джерелом прісної води в країні. Як наслідок, розробили програму їх поповнення шляхом спорудження численних гребель, які б утримували воду під час короткочасних дощів та забезпечували максимальне всотування води у алювіальні породи русла.
П'ятою та однією з найбільших за розмірами водосховища греблею такого типу стала завершена в 1986 році споруда у Ваді-Шарія (у ексклаві Мусандам). Долину ваді перекрили земляною спорудою довжиною 740 метрів та висотою 9,2 метра.
Гребля здатна утримувати 1,5 млн м3 води та обладнана водопропускною спорудою продуктивністю 400 м3/с.